# Adobe ImageReady
Adobe ImageReady este un editor de poze de tip bitmap comercializat împreună cu Adobe Photoshop de către Adobe Systems. Acesta rulează atât pe platforme dotate cu sisteme de operare Windows cât și pe cele cu Mac OS X.
ImageReady conține mai puține utilitare decât Photoshop-ul și este creat pentru editarea rapidă a graficelor de tip web față de editarea intensivă a efectelor grafice. Pentru aceasta ImageReady conține utilitare pentru animații de tip GIF, compresii de imagini, și generatoare de HTML.